# Hashem Asad Allah
Pour les articles homonymes, voir Allah (homonymie).
Hashem Asad Allah (arabe : هاشم أسد الله ; né le 15 novembre 1985) est un acteur, présentateur et producteur de télévision koweïtien. Il a commencé sa carrière à la télévision en 2005, comme présentateur de l'émission Raiakum shabab sur la chaîne Al-Rai TV. Il y a plus de 13 ans[Depuis quand ?] qu'il travaille comme présentateur des différents programmes pour la télévision nationale du Koweït,.